# Drapeau de Springfield (Illinois)
Le drapeau de Springfield, dans l'Illinois aux États-Unis a été adopté en 1917. Son fond est Old Glory blue. Le drapeau est orné d'un cercle de 20 petites étoiles blanches, toutes pointées vers le haut, le cercle est légèrement décalé vers la gauche du drapeau. Ces étoiles entourent une grande étoile Old Glory red bordée de blanc, également pointée vers le haut. L'étoile centrale est décrite comme deux étoiles, l'une au-dessus de l'autre, dans le Code des ordonnances de Springfield. Dans le passé, le drapeau portait les mots Springfield Illinois en bas, maintenant, les photographies ne montrent aucun lettrage sur le drapeau, et les bâtiments gouvernementaux ont été vus arborant une version sans texte.

## Histoire

Le drapeau de Springfield, Illinois sans texte

Le drapeau a été conçu lors d'un concours conçu par Vachel Lindsay, résident de Springfield et célèbre poète. Le concours était parrainé par la Springfield Art Association et son gagnant était S. T. Wallace. Le conseil municipal de Springfield a adopté le dessin du drapeau le 22 octobre 1917, et il a été affiché pour la première fois le 8 novembre 1917. En effet, le Code des ordonnances de Springfield ne fait aucune stipulation pour le lettrage qui apparaît sur le drapeau actuel.
Au lieu de cela, il décrit un "fanion", dont la description est similaire à celle du drapeau. Le fanion est décrit comme contenant les mêmes éléments et proportions que le drapeau, avec l'ajout des mots. Dans le code, le drapeau et le fanion sont décrits comme deux entités distinctes.
À partir de 2020, cependant, des bâtiments tels que le bâtiment de la municipalité et la bibliothèque municipale ont été repérés arborant un drapeau avec le texte absent.